# مازانوو
مازانوو (به لاتین: Mazanovo) یک منطقهٔ مسکونی در روسیه است که در استان آمور واقع شده است.